# Araripe (ort)
Araripe är en ort i Brasilien.   Den ligger i kommunen Araripe och delstaten Ceará, i den östra delen av landet, 1 300 kilometer nordost om huvudstaden Brasília. Araripe ligger 677 meter över havet och antalet invånare är 11 860.
Terrängen runt Araripe är huvudsakligen platt, men österut är den kuperad. Terrängen runt Araripe sluttar norrut. Runt Araripe är det glesbefolkat, med 10 invånare per kvadratkilometer.. Det finns inga andra samhällen i närheten.
Omgivningarna runt Araripe är huvudsakligen savann.